# Alberto I de Prato
Alberto I de Prato (Prato, s. XI) va ser un noble italià, comte de Prato.
Fill del comte Ildebrando, que posseïa Prato i Vernio, entre altres terres, i que consta difunt el 1075, quan Alberto està documentat en un document on s'acorda l'ús d'unes terres als afores de Coiano, vora el riu Bisenzio, a canvi d'un pagament anual a la seva cort, situada al castell de Prato. Casat amb Lavínia, la qual residia en aquesta ciutat amb els fills del matrimoni, Alberto i Ildebrando. També va tenir una filla, Adalegita, que va casar-se amb Ugolino III, de la família dels comtes d'Arezzo. Hom l'ha identificat amb el comte Alberto que, juntament amb el seu germà Ildebrando, fills d'un altre Ildebrando, van assistir el 1068 a Lucca a petició de la marquesa Beatrice de Toscana. La seva esposa i fills van donar el 1076 o 1077 una peça de terra a l'església de San Stefano de Prato, i hom afirma que llavors Lavínia era vídua, tot i que altres autors creuen que va morir l'abril de 1079.